# Iassus anguliferus
Iassus anguliferus är en insektsart som beskrevs av Walker 1851. Iassus anguliferus ingår i släktet Iassus och familjen dvärgstritar. Inga underarter finns listade i Catalogue of Life.